# Supercoupe d'Espagne de water-polo
La supercoupe d'Espagne de water-polo est une compétition espagnole qui oppose chaque année le vainqueur du championnat et celui de la coupe du Roi de water-polo de la saison précédente. Le match a habituellement lieu en ouverture de la nouvelle saison, en octobre.

## Palmarès féminin
- 2009 : Club Natació Sabadell[1]
- 2010 : Club Natació Sabadell[2]

## Palmarès masculin
- 2001 : Club Natació Atlètic-Barceloneta[3]
- 2002 : Club Natació Sabadell[3]
- 2003 : Club Natació Atlètic-Barceloneta[3]
- 2004 : Club Natació Atlètic-Barceloneta[3]
- 2005 : Club Natació Sabadell[3]
- 2006 : Club Natació Atlètic-Barceloneta
- 2007 : Club Natació Atlètic-Barceloneta
- 2008 : Club Natació Atlètic-Barceloneta
- 2009 : Club Natació Atlètic-Barceloneta[4]
- 2010 : Club Natació Atlètic-Barceloneta[5]